# Ihar Astapkowicz
Ihar Wiaczesławowicz Astapkowicz (białorus. Ігар Вячаслававіч Астапковіч; ros. Игорь Вячеславович Астапкович', Igor' Wiaczesławowicz Astapkowicz; ur. 4 stycznia 1963 w Nowopołocku) – lekkoatleta, specjalizujący się w rzucie młotem, który początkowo startował w barwach Związku Radzieckiego a następnie Białorusi.
Czterokrotnie brał udział w igrzyskach olimpijskich zdobywając w 1992 roku srebrny, a w 2000 brązowy medal. Ma w swoim dorobku także trzy srebrne medale mistrzostw świata (Tokio 1991, Stuttgart 1993 i Göteborg 1995). Podczas mistrzostw Europy w Splicie (1990) zdobył złoto, a cztery lata później podczas czempionatu w Helsinkach był drugi. W 1987 oraz 1989 zwyciężał na uniwersjadzie. Dwukrotnie był mistrzem ZSRR (1989, 1990), jednokrotnie Wspólnoty Niepodległych Państw (1992) i Białorusi (1997). Rekord życiowy: 84,62 (6 czerwca 1992, Sewilla). Wynik ten do lipca 2005 roku był rekordem Białorusi.
Jego żona Iryna Jatczanka jest dyskobolką, a brat Kanstancin Astapkowicz młociarzem.

## Osiągnięcia
| Rok  | Impreza               | Miejsce   | Pozycja    | Wynik |          |
| ---- | --------------------- | --------- | ---------- | ----- | -------- |
| 1987 | Uniwersjada           | Zagrzeb   | 1. miejsce | 78,46 |          |
| 1989 | Finał pucharu Europy  | Gateshead | 2. miejsce | 79,68 |          |
| 1989 | Uniwersjada           | Duisburg  | 1. miejsce | 80,56 |          |
| 1990 | Mistrzostwa Europy    | Split     | 1. miejsce | 84,14 |          |
| 1990 | Igrzyska Dobrej Woli  | Seattle   | 1. miejsce | 84,12 |          |
| 1991 | Mistrzostwa świata    | Tokio     | 2. miejsce | 80,94 |          |
| 1992 | Igrzyska olimpijskie  | Barcelona | 2. miejsce | 81,96 |          |
| 1993 | Mistrzostwa świata    | Stuttgart | 2. miejsce | 79,88 | Białoruś |
| 1994 | Mistrzostwa Europy    | Helsinki  | 2. miejsce | 80,40 | Białoruś |
| 1995 | Mistrzostwa świata    | Göteborg  | 2. miejsce | 81,10 | Białoruś |
| 1996 | Igrzyska olimpijskie  | Atlanta   | 7. miejsce | 78,20 | Białoruś |
| 1996 | Finał Grand Prix IAAF | Mediolan  | 2. miejsce | 79,84 | Białoruś |
| 1997 | Mistrzostwa świata    | Ateny     | 5. miejsce | 79,70 | Białoruś |
| 1998 | Mistrzostwa Europy    | Budapeszt | 7. miejsce | 77,81 | Białoruś |
| 1998 | Finał Grand Prix IAAF | Moskwa    | 4. miejsce | 78,02 | Białoruś |
| 1999 | Mistrzostwa świata    | Sewilla   | 9. miejsce | 76,02 | Białoruś |
| 2000 | Igrzyska olimpijskie  | Sydney    | 3. miejsce | 79,17 | Białoruś |
| 2001 | Igrzyska Dobrej Woli  | Brisbane  | 6. miejsce | 74,85 | Białoruś |
| 2001 | Mistrzostwa świata    | Edmonton  | 7. miejsce | 79,72 | Białoruś |
| 2002 | Finał Grand Prix IAAF | Paryż     | 5. miejsce | 78,40 | Białoruś |
| 2003 | Mistrzostwa świata    | Paryż     | NM         | –     | Białoruś |
| 2004 | Igrzyska olimpijskie  | Ateny     | 9. miejsce | 76,22 | Białoruś |